# Grand Prix Sachíru 2020
Grand Prix Sachíru 2020 (oficiálně Formula 1 Rolex Sakhir Grand Prix 2020) se jela na okruhu Bahrain International Circuit v Sachíru v Bahrajnu dne 6. prosince 2020. Závod byl šestnáctým v pořadí v sezóně 2020 šampionátu Formule 1.

## Kvalifikace
| Poř.                       | No. | Jezdec             | Konstruktér               | Časy v kvalifikaci | Časy v kvalifikaci | Časy v kvalifikaci | Pořadí na startu |
| Poř.                       | No. | Jezdec             | Konstruktér               | Q1                 | Q2                 | Q3                 | Pořadí na startu |
| -------------------------- | --- | ------------------ | ------------------------- | ------------------ | ------------------ | ------------------ | ---------------- |
| 1                          | 77  | Valtteri Bottas    | Mercedes                  | 0:53.904           | 0:53.803           | 0:53.377           | 1                |
| 2                          | 63  | George Russell     | Mercedes                  | 0:54.160           | 0:53.819           | 0:53.403           | 2                |
| 3                          | 33  | Max Verstappen     | Red Bull Racing-Honda     | 0:54.037           | 0:53.647           | 0:53.433           | 3                |
| 4                          | 16  | Charles Leclerc    | Ferrari                   | 0:54.249           | 0:53.825           | 0:53.613           | 4                |
| 5                          | 11  | Sergio Pérez       | Racing Point-BWT Mercedes | 0:54.236           | 0:53.787           | 0:53.790           | 5                |
| 6                          | 26  | Daniil Kvjat       | AlphaTauri-Honda          | 0:54.346           | 0:53.856           | 0:53.906           | 6                |
| 7                          | 3   | Daniel Ricciardo   | Renault                   | 0:54.388           | 0:53.871           | 0:53.957           | 7                |
| 8                          | 55  | Carlos Sainz Jr.   | McLaren-Renault           | 0:54.450           | 0:53.818           | 0:54.010           | 8                |
| 9                          | 10  | Pierre Gasly       | AlphaTauri-Honda          | 0:54.207           | 0:53.941           | 0:54.154           | 9                |
| 10                         | 18  | Lance Stroll       | Racing Point-BWT Mercedes | 0:54.595           | 0:53.840           | 0:54.200           | 10               |
| 11                         | 31  | Esteban Ocon       | Renault                   | 0:54.309           | 0:53.995           |                    | 11               |
| 12                         | 23  | Alexander Albon    | Red Bull Racing-Honda     | 0:54.620           | 0:54.026           |                    | 12               |
| 13                         | 5   | Sebastian Vettel   | Ferrari                   | 0:54.301           | 0:54.175           |                    | 13               |
| 14                         | 99  | Antonio Giovinazzi | Alfa Romeo Racing-Ferrari | 0:54.523           | 0:54.377           |                    | 14               |
| 15                         | 4   | Lando Norris       | McLaren-Renault           | 0:54.194           | 0:54.693           |                    | 19               |
| 16                         | 20  | Kevin Magnussen    | Haas-Ferrari              | 0:54.705           |                    |                    | 15               |
| 17                         | 6   | Nicholas Latifi    | Williams-Mercedes         | 0:54.796           |                    |                    | 16               |
| 18                         | 89  | Jack Aitken        | Williams-Mercedes         | 0:54.892           |                    |                    | 17               |
| 19                         | 7   | Kimi Räikkönen     | Alfa Romeo Racing-Ferrari | 0:54.963           |                    |                    | 18               |
| 20                         | 51  | Pietro Fittipaldi  | Haas-Ferrari              | 0:55.426           |                    |                    | 20               |
| 107% času vítěze: 0:57.677 |     |                    |                           |                    |                    |                    |                  |
| Zdroj:                     |     |                    |                           |                    |                    |                    |                  |

Poznámky
1. 1 2  Lando Norris a Pietro Fittipaldi museli startovat z poslední řady za překročení počtu povolených pohonných jednotek.

## Závod
| Poř.                                                                | No. | Jezdec             | Konstruktér               | Počet kol | Čas/Odstoupení | Pořadí na startu | Body |
| ------------------------------------------------------------------- | --- | ------------------ | ------------------------- | --------- | -------------- | ---------------- | ---- |
| 1                                                                   | 11  | Sergio Pérez       | Racing Point-BWT Mercedes | 87        | 1:31:15.114    | 5                | 25   |
| 2                                                                   | 31  | Esteban Ocon       | Renault                   | 87        | +10.518        | 11               | 18   |
| 3                                                                   | 18  | Lance Stroll       | Racing Point-BWT Mercedes | 87        | +11.869        | 10               | 15   |
| 4                                                                   | 55  | Carlos Sainz Jr.   | McLaren-Renault           | 87        | +12.580        | 8                | 12   |
| 5                                                                   | 3   | Daniel Ricciardo   | Renault                   | 87        | +13.330        | 7                | 10   |
| 6                                                                   | 23  | Alexander Albon    | Red Bull Racing-Honda     | 87        | +13.842        | 12               | 8    |
| 7                                                                   | 26  | Daniil Kvjat       | AlphaTauri-Honda          | 87        | +14.534        | 6                | 6    |
| 8                                                                   | 77  | Valtteri Bottas    | Mercedes                  | 87        | +15.389        | 1                | 4    |
| 9                                                                   | 63  | George Russell     | Mercedes                  | 87        | +18.556        | 2                | 3    |
| 10                                                                  | 4   | Lando Norris       | McLaren-Renault           | 87        | +19.541        | 19               | 1    |
| 11                                                                  | 10  | Pierre Gasly       | AlphaTauri-Honda          | 87        | +20.527        | 9                |      |
| 12                                                                  | 5   | Sebastian Vettel   | Ferrari                   | 87        | +22.611        | 13               |      |
| 13                                                                  | 99  | Antonio Giovinazzi | Alfa Romeo Racing-Ferrari | 87        | +24.111        | 14               |      |
| 14                                                                  | 7   | Kimi Räikkönen     | Alfa Romeo Racing-Ferrari | 87        | +26.153        | 18               |      |
| 15                                                                  | 20  | Kevin Magnussen    | Haas-Ferrari              | 87        | +32.370        | 15               |      |
| 16                                                                  | 89  | Jack Aitken        | Williams-Mercedes         | 87        | +33.674        | 17               |      |
| 17                                                                  | 51  | Pietro Fittipaldi  | Haas-Ferrari              | 87        | +36.858        | 20               |      |
| Ret                                                                 | 6   | Nicholas Latifi    | Williams-Mercedes         | 52        | Únik oleje     | 16               |      |
| Ret                                                                 | 33  | Max Verstappen     | Red Bull Racing-Honda     | 0         | Nehoda         | 3                |      |
| Ret                                                                 | 16  | Charles Leclerc    | Ferrari                   | 0         | Kolize         | 4                |      |
| Nejrychlejší kolo: George Russell (Mercedes) – 0:55.404 (v kole 80) |     |                    |                           |           |                |                  |      |
| Zdroj:                                                              |     |                    |                           |           |                |                  |      |

Poznámky
1. ↑  George Russell získal jeden bod za zajetí nejrychlejšího kola.

## Průběžné pořadí po závodě
Pohár jezdců
|        | Pořadí | Jezdec           | Body |
| ------ | ------ | ---------------- | ---- |
|        | 1      | Lewis Hamilton   | 332  |
|        | 2      | Valtteri Bottas  | 205  |
|        | 3      | Max Verstappen   | 189  |
| 1      | 4      | Sergio Pérez     | 125  |
| 1      | 5      | Daniel Ricciardo | 112  |
| Zdroj: |        |                  |      |

Pohár konstruktérů
|        | Pořadí | Konstruktér           | Body |
| ------ | ------ | --------------------- | ---- |
|        | 1      | Mercedes              | 540  |
|        | 2      | Red Bull-Honda        | 282  |
| 1      | 3      | Racing Point-Mercedes | 194  |
| 1      | 4      | McLaren-Renault       | 184  |
|        | 5      | Renault               | 172  |
| Zdroj: |        |                       |      |